# Oram
Oram är en ort i Irland. Den ligger i grevskapet Monaghan i provinsen Ulster. Oram ligger 121 meter över havet och antalet invånare är 145.